# Последний герой (сезон 1)

Совет племени.

Первый сезон российского реалити-шоу «После́дний геро́й» транслировался на Первом канале с 17 ноября 2001 года по 9 февраля 2002 года.

## Синопсис
По словам Снежаны Князевой: «из 5 000 человек отобрали 60, нас повезли на полигон в Ногинск, где на различных снарядах проверяли не нашу силу, скорость и выносливость, а способность бороться со своими страхами. <…> для этого проекта отобрали людей, которые по всем психологическим тестам друг другу не подходят, все — лидеры. Так что ситуация непростого общежития и частых конфликтов была обеспечена».
Первый сезон проекта «Последний герой» стартовал 17 ноября 2001 года — в разгар трансляции конкурирующего шоу телеканала ТВ-6 «За стеклом». 16 человек были высажены на необитаемый остров в архипелаге Бокас-дель-Торо, на границе Панамы и Коста-Рики. Участники были поделены на 2 племени: «Тортугас» («Черепахи») и «Лагартос» («Ящерицы»).
Сергей Бодров стал ведущим телешоу «Последний герой». Сергей руководил игрой и комментировал её. Своё понимание передачи он выразил следующим образом:

Думаю, что тема голода и физического существования встанет очень серьёзно перед ними. Но настоящее выживание, мне кажется, в другом. В том, насколько силён ты внутренне, насколько ты в состоянии сохранить свою человечность в нечеловеческих условиях, и это касается и меня.

- Племя черепах (тортугас): Сергей Терещенко, Борис Иванов, Иван Любименко, Ольга Корчевская, Наталья Тэн, Анна Модестова, Надежда Семёнова, Игорь Перфильев;
- Племя ящериц (лагартос): Снежана Князева, Сергей Сакин, Сергей Одинцов, Инна Гомес, Елена Кравченко, Александр Целованский, Ирина Фурман, Александр Морозов.

Ведущим первого сезона был Сергей Бодров-младший. Информационным партнёром проекта была компания «Яндекс», запустившая сайт hero.yandex.ru. Главным художником — Олег Бурьян. Проект являлся одним из наиболее затратных на «Первом канале» в сезоне 2001/2002 годов и вызвал массу противоречивых отзывов со стороны телезрителей.
В ходе проекта участники постоянно конфликтовали друг с другом, строили заговоры и боролись за лидерство в племени. Напряжённости проекту придавало и любовная драма разыгравшаяся в обоих племенах. Незадолго до проекта, Анна Модестова и Сергей Сакин познакомились и влюбились друг в друга. Однако в ходе отбора они попали на разные острова. Влюблённые могли видеться лишь на испытаниях, и то ненадолго. Пара смогла дойти до объединения племён. Влюблённые поженились прямо на острове, во время совета. Их брак был официально оформлен представителями местных властей, после чего Сергей Сакин покинул проект, так как по правилам «Последнего героя» супруги не могут участвовать в одной программе.
Финалистами первого сезона стали Сергей Одинцов и Иван Любименко. Победителем первого сезона шоу был выбран 26-летний сотрудник таможенной службы из Курска Сергей Одинцов.
14 февраля 2002 года в спорткомплексе «Олимпийский» состоялась презентация саундтрека к телешоу «Первого канала» «Последний герой» (группа «Би-2», «Последний герой»), концерт и награждение победителя. На сцену вышли все 16 участников проекта. В концерте принимали участие: «Би-2», «Калинов Мост», «Аквариум», «Смысловые галлюцинации», «Чичерина», Михей, Настя, Юта, «Ночные Снайперы», Вячеслав Бутусов и группы «Ю-Питер», «МультҒильмы», Мангол, «Пикник», «Total», «7Б». Телеверсия акции вышла в эфир 16 февраля. Также проекту был посвящён один из выпусков программы «Большая стирка», куда были приглашены все 16 участников. На ток-шоу некоторые секреты программы были раскрыты. В конце программы некоторые участники проекта получили призы от компании J7 (главного спонсора первого сезона). Иван Любименко получил сертификат на обучение в любой стране мира, однако Иван решил не реализовывать его. Супруги Сакины получили возможность провести свадебное путешествие в любой стране мира и документы, официально подтверждающие их брак. Инна Гомес получила недельную туристическую путёвку в любой части мира.
Шоу изменило жизнь многих участников. Победитель Сергей Одинцов оставил службу на таможне, открыл собственное кафе, а впоследствии стал депутатом Курской областной думы. Кроме того, в 2004 году он принимал участие в пятом сезоне, но не победил. Финалистка Инна Гомес вернулась к карьере актрисы (в детстве она сыграла одну из ролей второго плана в фильме «Гостья из будущего»). У Сергея Сакина и Анны Модестовой родился сын (впоследствии пара развелась), Одинцов также издал книгу о своем участии в шоу. 24 ноября 2017 года Сергей Сакин пропал без вести по пути из Ярославской области в Москву, а 4 мая 2018 года был найден мёртвым в Мышкинском районе Ярославской области. Сергей Терещенко стал профессиональным актёром, его основное актёрское амплуа — охранник в сериале «ЧОП». Кроме того, он написал книгу «Жизнь после смерти». Наталья Тэн переехала в Москву и некоторое время вела рубрику «Ранний чартер» в программе «Доброе утро» на «Первом канале». А Иван Любименко также написал книгу «Как выжить в пасти быка» о своем участии в шоу.
10 мая 2001 года вышла дебютная работа Бодрова в качестве режиссёра «Сёстры». Сразу после показа финала «Последнего героя-1» на экраны в марте 2002 года вышел фильм Алексея Балабанова «Война». Бодров погиб при сходе ледника Колка в Северной Осетии 20 сентября того же года в возрасте 30 лет. Под завалами снега также погибли 19 туристов и 105 членов съёмочной группы военной драмы «Связной».
Съёмки на островах велись 24 часа, каждый день. Большую часть отснятого материала (порядка 90 %) телезрители так и не увидели, что породило массу слухов и домыслов. По словам директора общественных связей ОРТ Игоря Буренкова:
«Последний герой» рассказывает о том, как выжить в экстремальных ситуациях. Интимные подробности, как и физиологические, мы принципиально не показываем. Хотя обитатели острова, конечно, вели себя не как монахи.
И участники, и телезрители позже сходились во мнении, что первый сезон был самым удачным в истории программы.

## Участники
| Участник                                               | Первоначальные племена | Объединённое племя | Выбыл                                           | Всего голосов |
| ------------------------------------------------------ | ---------------------- | ------------------ | ----------------------------------------------- | ------------- |
| Елена Кравченко 34, Одесса, актриса                    | Ящерицы                |                    | Выбыла первой День 3                            | 5             |
| Ольга Корчевская 23, Киев, экономист                   | Черепахи               |                    | Выбыла второй День 6                            | 4             |
| Борис Иванов 63, Омск, пенсионер                       | Черепахи               |                    | Выбыл третьим День 9                            | 5             |
| Александр Морозов 43, Санкт-Петербург, предприниматель | Ящерицы                |                    | Выбыл четвёртым День 12                         | 5             |
| Сергей Терещенко 26, Сергиев Посад, бухгалтер          | Черепахи               |                    | Выбыл пятым День 15                             | 4             |
| Ирина Фурман 31, Киев, органистка                      | Ящерицы                |                    | Выбыла шестой День 18                           | 3             |
| Надежда Семёнова 38, Балашиха, стоматолог              | Черепахи               | Акулы              | Выбыла седьмой День 21                          | 6             |
| Игорь Перфильев 44, Зеленоград, подводник              | Черепахи               | Акулы              | Выбыл восьмым Первый член жюри День 24          | 8             |
| Снежана Князева 25, Казань, редактор                   | Ящерицы                | Акулы              | Выбыла девятой Второй член жюри День 27         | 10            |
| Александр Целованский 43, Киев, слесарь                | Ящерицы                | Акулы              | Выбыл десятым Третий член жюри День 30          | 10            |
| Наталья Тэн 27, Самара, безработная                    | Черепахи               | Акулы              | Выбыла одиннадцатой Четвёртый член жюри День 33 | 12            |
| Сергей Сакин 24, Москва, писатель                      | Ящерицы                | Акулы              | Выбыл двенадцатым Пятый член жюри День 36       | 5             |
| Анна Модестова 23, Москва, учитель начальных классов   | Черепахи               | Акулы              | Выбыла тринадцатой Шестой член жюри День 37     | 4             |
| Инна Гомес 31, Москва, фотомодель                      | Ящерицы                | Акулы              | Выбыла четырнадцатой Седьмой член жюри День 38  | 6             |
| Иван Любименко 19, Волгоград, студент                  | Черепахи               | Акулы              | Финалист День 39                                | 0             |
| Сергей Одинцов 26, Курск, таможенник                   | Ящерицы                | Акулы              | Победитель День 39                              | 3             |

## История голосования
| День         | День         | 3            | 6        | 6         | 9     | 12           | 15        | 18           | 21           | 24      | 27      | 30           | 33        | 36        | 37    | 38     |  |  |  |  |  |  |  |  |
| Выбыл        | Выбыл        | Елена        | Ничья[1] | Ольга     | Борис | Александр М. | Сергей Т. | Ирина        | Надежда      | Игорь   | Снежана | Александр Ц. | Наталья   | Сергей С. | Анна  | Инна   |  |  |  |  |  |  |  |  |
| Голоса       | Голоса       | 5-2-1        | 4-4      | Жребий[2] | 5-2   | 5-2          | 4-1-1     | 3-2-1        | 5-3-1-1      | 6-2-1   | 6-1-1   | 6-1          | 4-2       | 3-0       | 3-1   | 1-0    |  |  |  |  |  |  |  |  |
|              |              |              |          |           |       |              |           |              |              |         |         |              |           |           |       |        |  |  |  |  |  |  |  |  |
| Голосующий   | Голосующий   | Голос        | Голос    | Голос     | Голос | Голос        | Голос     | Голос        | Голос        | Голос   | Голос   | Голос        | Голос     | Голос     | Голос | Голос  |  |  |  |  |  |  |  |  |
|              | Сергей О.    | Александр Ц. |          |           |       | Александр М. |           | Александр Ц. | Надежда      | Игорь   | Снежана | Александр Ц. | Сергей С. | Сергей С. | Анна  | нет[4] |  |  |  |  |  |  |  |  |
|              | Иван         |              | Наталья  |           | Борис |              | Сергей Т. |              | Александр Ц. | Наталья | Снежана | Александр Ц. | Наталья   | Сергей С. | Анна  | Инна   |  |  |  |  |  |  |  |  |
|              | Инна         | Снежана      |          |           |       | Александр М. |           | Ирина        | Надежда      | Игорь   | Снежана | Александр Ц. | Наталья   | Сергей С. | Анна  | нет[4] |  |  |  |  |  |  |  |  |
|              | Анна         |              | Ольга    |           | Борис |              | Сергей Т. |              | Наталья      | Игорь   | Наталья | Александр Ц. | Наталья   | нет[3]    | Инна  |        |  |  |  |  |  |  |  |  |
|              | Сергей С.    | Елена        |          |           |       | Александр М. |           | Ирина        | Надежда      | Игорь   | Снежана | Александр Ц. | Наталья   | нет[3]    |       |        |  |  |  |  |  |  |  |  |
|              | Наталья      |              | Ольга    | Спасена   | Игорь |              | Анна      |              | Надежда      | Игорь   | Снежана | Александр Ц. | Сергей С. |           |       |        |  |  |  |  |  |  |  |  |
|              | Александр Ц. | Елена        |          |           |       | Инна         |           | Снежана      | Сергей О.    | Снежана | Снежана | Инна         |           |           |       |        |  |  |  |  |  |  |  |  |
|              | Снежана      | Елена        |          |           |       | Александр М. |           | Ирина        | Надежда      | Игорь   | Инна    |              |           |           |       |        |  |  |  |  |  |  |  |  |
|              | Игорь        |              | Наталья  |           | Борис |              | Сергей Т. |              | Сергей О.    | Наталья |         |              |           |           |       |        |  |  |  |  |  |  |  |  |
|              | Надежда      |              | Ольга    |           | Борис |              | Сергей Т. |              | Сергей О.    |         |         |              |           |           |       |        |  |  |  |  |  |  |  |  |
| Ирина        | Ирина        | Елена        |          |           |       | Александр М. |           | Снежана      |              |         |         |              |           |           |       |        |  |  |  |  |  |  |  |  |
| Сергей Т.    | Сергей Т.    |              | Наталья  |           | Борис |              | Надежда   |              |              |         |         |              |           |           |       |        |  |  |  |  |  |  |  |  |
| Александр М. | Александр М. | Елена        |          |           |       | Инна         |           |              |              |         |         |              |           |           |       |        |  |  |  |  |  |  |  |  |
| Борис        | Борис        |              | Ольга    |           | Игорь |              |           |              |              |         |         |              |           |           |       |        |  |  |  |  |  |  |  |  |
| Ольга        | Ольга        |              | Наталья  | Выбыла    |       |              |           |              |              |         |         |              |           |           |       |        |  |  |  |  |  |  |  |  |
| Елена        | Елена        | Александр Ц. |          |           |       |              |           |              |              |         |         |              |           |           |       |        |  |  |  |  |  |  |  |  |

| День         | 39        | 39    |  |  |  |  |  |  |  |  |  |  |
| Финалист     | Сергей О. | Иван  |  |  |  |  |  |  |  |  |  |  |
| Голоса       | 4-3       | 4-3   |  |  |  |  |  |  |  |  |  |  |
|              |           |       |  |  |  |  |  |  |  |  |  |  |
| Член жюри    | Голос     | Голос |  |  |  |  |  |  |  |  |  |  |
| Инна         | Сергей О. |       |  |  |  |  |  |  |  |  |  |  |
| Анна         | Сергей О. |       |  |  |  |  |  |  |  |  |  |  |
| Сергей С.    | Сергей О. |       |  |  |  |  |  |  |  |  |  |  |
| Наталья      | Сергей О. |       |  |  |  |  |  |  |  |  |  |  |
| Александр Ц. |           | Иван  |  |  |  |  |  |  |  |  |  |  |
| Снежана      |           | Иван  |  |  |  |  |  |  |  |  |  |  |
| Игорь        |           | Иван  |  |  |  |  |  |  |  |  |  |  |

## Критика
«Телецентр»:
Буквально через несколько дней после завершения программы «За стеклом» двинулся проект ОРТ «Последний герой», в котором две команды участников и какие-то ненормальные правила игры напоминали классический КВН 1960-1970-х. И кроме этого было в «Последнем герое» что-то удивительно советское – есть нечего, уехать нельзя, уезжающий же считается изгоем, и всё время гоняют на собрания с проработкой.
Первый сезон критиковался за чрезмерную сжатость:
Жизнь на острове выглядит более нереальной, чем плохая актёрская игра. Она выглядит просто жизнью чужой, значит, мне, зрителю, неинтересной. А для того, что задумывалось как программа real life, следовательно, требовало ежесекундного сопереживания смотрящего, эффекта его погруженности, это практически приговор.

## Комментарии
1  Если на Совете Племени произошла ничья между участниками, ведущий кладёт в урну бумажки, на которых написаны имена участников ничьи, и вытягивает жребий. Участник, с чьим именем ведущий вытянет бумажку, выбывает из игры.
2  Голоса разделились между Ольгой и Натальей. Ведущий вытянул жребий, в результате которого ушла Ольга.
3  Сергей Сакин и Анна Модестова поженились на Совете, и по правилам, они не могли голосовать.
4  Поскольку Иван Любименко выиграл испытание, решающий голос был за ним.